# Бе Комо (Квебек)
Бе Комо (фр. Baie-Comeau) је град у Канади у покрајини Квебек. Према резултатима пописа 2011. у граду је живело 22.113 становника.

## Становништво
Према резултатима пописа становништва из 2011. у граду је живело 22.113 становника, што је за 2,0% мање у односу на попис из 2006. када је регистровано 22.554 житеља.
| 2006.  | 2011.  |
| ------ | ------ |
| 22.554 | 22.113 |